# Garhadiolus
Garhadiolus là một chi thực vật có hoa trong họ Cúc (Asteraceae).

## Loài
Chi Garhadiolus gồm các loài: